# Aleksei Kenyaykin
Aleksei Nikolayevich Kenyaykin (tiếng Nga: Алексей Николаевич Кеняйкин; sinh ngày 23 tháng 8 năm 1998) là một cầu thủ bóng đá người Nga thi đấu cho câu lạc bộ Orenburg.

## Sự nghiệp câu lạc bộ
Anh có màn ra mắt tại giải bóng đá chuyên nghiệp quốc gia Nga cho Orenburg-2 vào ngày 18 tháng 8 năm 2017 trong trận đấu với Anzhi-Yunior Zelenodolsk.
Ngày 4 tháng 7 năm 2019, anh gia nhập FC Torpedo Moscow theo dạng cho mượn đến hết mùa giải 2019–20. Anh có trận ra mắt Russian Football National League cho Torpedo vào ngày 28 tháng 7 năm 2019 trong trận gặp FC Nizhny Novgorod.